# 鶴岡千仭
鶴岡 千仭（つるおか せんじん、1907年6月2日 - 1987年7月8日）は、昭和時代の日本の外交官。

## 来歴・人物
千葉県出身。1931年高等文官試験の外交科に合格。 翌年、東京帝大法学部法律学科卒業後、外務省入省。 外交官補としてパリ在勤後、本省欧亜局、スイス公使館とトルコ、フランス大使館の各書記官を務めた。1946年から条約局法規課長、外務省研修所指導官、法務総裁官房渉外課長、法務省入国管理局次長、外務大臣官房審議室参事官を歴任。
1956年バチカン公使、58年には同大使に就任し、59年国際連合局長、外務大臣官房審議官を経てスウェーデン、スイス駐在大使。1967年国連駐在大使に就任、6日戦争戦後に安全保障理事会の議長として活躍した。1972年3月退官後、司法試験考査委員等を務めると共に、国連海洋生物資源保存会議、ハーグの国際私法会議等に日本政府大表として出席。
1987年7月8日死去。

## 栄典
- 1977年（昭和52年）11月3日 - 勲一等瑞宝章[2]